# Kaizoku Ōjo
Kaizoku Ōjo (Nhật: 海賊王女 (Hải tặc Vương nữ) tựa tiếng Anh: Fena: Pirate Princess) là bộ anime truyền hình gốc do Production I.G sản xuất và Nakazawa Kazuto đạo diễn. Loạt phim do dịch vụ Crunchyroll đồng sản xuất với Adult Swim. Phim được phát sóng trước tại Bắc Mĩ vào ngày 15 tháng 8 năm 2021 trước khi khởi chiếu trên truyền hình Nhật Bản vào tháng 10 cùng năm.

## Nhân vật

### Nhân vật chính
Fena Houtman (フェナ・ハウトマン Fena Hautoman)
Lồng tiếng bởi: Seto Asami
Là một vị công chúa nổi bật với làn da trắng tuyết cùng mái tóc màu bạch kim. Mười năm trước, cô bị trôi dạt vào bờ biển thuộc hòn đảo Shangri-Lang sau khi con tàu của cha cô bị phục kích. Tại thời điểm hiện tại, Fena đã trưởng thành nhưng lại mắc kẹt trong một cuộc hôn nhân do gã người lính Anh tên Maxiver Jr. sắp đặt. Vào đêm đó, cô bỏ trốn thành công nhờ có sự hỗ trợ của một nhóm samurai. Sau khi đặt chân đến đảo Goblin, Fena cắt bỏ mái tóc dài của cô và quyết tâm đi một chuyến du hành cùng nhóm samurai để tìm manh mối về lời nói cuối cùng của người cha quá cố, "Eden".

#### Samurai Seven
Nhóm Samurai Seven (サムライセブン Samuraisebun) hội tụ những chiến binh samurai ưu tú cư trú trên hòn đảo Goblin.
Sanada Yukimaru (真田雪丸)
Lồng tiếng bởi: Suzuki Ryōta
Anh là thủ lĩnh của Samurai Seven và có trọng trách bảo vệ Fena. Mười năm trước, anh là người đã giải thoát Fena trong một cuộc tấn công của hải tặc. Yukimaru sau đó được Kei nhận nuôi để huấn luyện thành một samurai.
Shitan (紫檀)
Lồng tiếng bởi: Takahiro Sakurai
Một samurai sử dụng cung tên làm vũ khí.
Karin (花梨)
Lồng tiếng bởi: Yūki Aoi
Thành viên nữ giới duy nhất của nhóm samurai, cô có tài thiện xạ đặc biệt thể hiện qua hai món vũ khí súng lục và súng trường.
Enju (槐)
Lồng tiếng bởi: Satō Gen
Anh trai song sinh của Kaede, thường dùng giáo và wakizashi trong chiến đấu. Enju sở hữu một có tính cách thân thiện đôi khi lại nghịch ngợm.
Kaede (楓)
Lồng tiếng bởi: Ōsaka Ryōta
Em trai song sinh của Enju, thường dùng giáo và wakizashi trong chiến đấu.
Tsubaki (椿)
Lồng tiếng bởi: Oosuka Jun
Một samurai sở hữu một thanh kiếm ninja nhỏ làm vũ khí. Anh là người lớn tuổi nhất và là vị bếp trưởng hàng đầu của nhóm.
Makaba (真樺)
Lồng tiếng bởi: Tanaka Shintarō
Một samurai mạnh mẽ và cao nhất nhóm, thường chiến đấu bằng nấm đấm thép.

### Nhân vật phản diện

#### Rumble Rose
Rumble Rose (を率いる女船長 Ranbururōzu) là một nhóm hải tặc chịu trách nhiệm cho cuộc tấn công trên tàu của cha Fena vào mười năm trước. Để tìm tọa độ đi đến El Dorado, họ đã hợp tác với Abel và nhận lệnh bắt giữ Fena về cho Abel. Trong tập thứ 7, con tàu của Rumble Rose bị phá hủy bởi một khẩu đại pháo. Hiện chưa rõ liệu các thuyền viên còn sống hay không. 
Grace O'Malley (グレース・オマリー Gurēsu Omarī)
Lồng tiếng bởi: Fukami Rika
Nữ chỉ huy của Rumble Rose. Cô có tình cảm đặc biệt với Abel nhưng không được đáp trả lại như ý muốn. Cô đành nảy sinh lòng đố kị và ghen tuông với Fena.
Ching Shih (チン・シー Chin Shī)
Lồng tiếng bởi: Kineta Ai
Cánh tay phải của O'Malley, có một vết sẹo dài bên phía mắt trái. Cô là chuyên gia trong việc tung các đòn tấn công gần.
Charlotte Barry (シャーロット・バリー Shārotto Barī)
Lồng tiếng bởi: Yabūchi Marina
Một nữ thành viên thuộc Rumble Rose nổi bật với lối trang điểm lòe loẹt. Cô được O'Malley mến mộ nhất trong số các thuyền viên.

### Nhân vật phụ
Salman (サルマン Saruman)
Lồng tiếng bởi: Muraji Manabu
Một cựu chiến binh từng phục vụ cho gia đình Hourtman. Trong thời trai trẻ, ông được ngưỡng mộ vì kĩ năng sử dụng giáo điêu luyện.
Otto (オットー Ottō)
Lồng tiếng bởi: Hirata Hiroaki
Một cựu chiến binh từng phục vụ cho gia đình Hourtman. Trong thời trai trẻ, ông được ngưỡng mộ vì kĩ năng sử dụng kiếm nhanh nhẹn.

## Sản xuất và phát hành
Kaizoku Ōjo lần đầu được thông báo tại sự kiện trực tuyến Adult Swim Con tổ chức vào tháng 7 năm 2020. Bộ anime được sản xuất bởi Production I.G dưới sự chỉ đạo của ToyGerPROJECT,  Nakazawa Kazuto, Takahashi Tetsuya và Fujisaku Jujichi (Fujii Saki). Kuboyama Asako phụ trách viết kịch bản và Kajiura Yuki đảm nhiệm soạn phần nhạc. Bài hát mở đầu mỗi tập phim là "Umi to Shinju" (海と真珠 n.đ. '"Biển và ngọc trai"') được trình bày bởi JUNNA. Bài hát kết thúc phim là "Saihate" (サイハテ) do giọng ca Suzuki Minori biểu diễn.
Loạt phim được phát sóng lần đầu vào ngày 15 tháng 8 năm 2021 tại Bắc Mĩ vào khung giờ "Toonami" trên kênh Adult Swim với bản lồng tiếng Anh. Đồng thời, Crunchyroll phát trực tuyến bộ anime với phụ đề tiếng Anh. Phim chính thức được phát sóng tại Nhật Bản vào tháng 10 cùng năm trên các kênh truyền hình Tokyo MX, MBS và BS Asahi.

## Danh sách tập phim
| Số tập | Tựa đề                                       | Đạo diễn                      | Ngày phát sóng tiếng Anh | Ngày phát sóng tiếng Nhật |
| ------ | -------------------------------------------- | ----------------------------- | ------------------------ | ------------------------- |
| 1      | "Kioku" (記憶)                               | Takahashi Tetsuya             | 15 tháng 8, 2021         | 3 tháng 10, 2021          |
| 2      | "Uketsugu tabi" (受け継ぐ旅)                 | Tekeuchi Tomomi               | 15 tháng 8, 2021         | 10 tháng 10, 2021         |
| 3      | "Bar-Baral" "Baru bararu" (バルバラル)       | Yokoyama Kazuki               | 22 tháng 8, 2021         | 17 tháng 10, 2021         |
| 4      | "Ishi no nazo" (石の謎)                      | Nakazama Kazuto, Fujii Saki   | 29 tháng 8, 2021         | 24 tháng 10, 2021         |
| 5      | "Zahyō" (座標)                               | Matsuzawa Kenichi             | 5 tháng 9, 2021          | 31 tháng 10, 2021         |
| 6      | "Konran no aoi fune" (混乱の蒼い船)          | Takahashi Tetsuya             | 12 tháng 9, 2021         | 7 tháng 11, 2021          |
| 7      | "Moeru umi" (燃える海)                       | Kawasaki Itsuro               | 19 tháng 9, 2021         | 14 tháng 11, 2021         |
| 8      | "Kishi no chikai" (騎士の誓い)               | Takeuchi Tomomi               | 26 tháng 9, 2021         | 21 tháng 11, 2021         |
| 9      | "Vice Versa" "Vaisu Vāsa" (ヴァイスヴァーサ) | Takahashi Tetsuya             | 3 tháng 10, 2021         | 28 tháng 11, 2021         |
| 10     | "Kakyoku no makuake" (佳局の幕開け)          | Kawasaki Itsuro               | 10 tháng 10, 2021        | 5 tháng 12, 2021          |
| 11     | "Shimei no hate ni" (使命の果てに)           | Kise Kazuchika                | 17 tháng 10, 2021        | 12 tháng 12, 2021         |
| 12     | "Sentaku no miko" (選択の巫女)               | Takahashi Tetsuya) Fujii Saki | 24 tháng 10, 2021        | 19 tháng 12, 2021         |